# Irineo Garzón
Irineo Humberto Garzón Martínez (c. 1985) es un comerciante argentino oriundo de Salta, acusado de drogar y abusar sexualmente de una joven en 2021 durante su primer día de trabajo en su local de venta de uniformes médicos en  Balvanera, Buenos Aires, Argentina. En 2023 Garzón fue sentenciado a once años de cárcel por los hechos.

## Detención y enjuiciamiento
El 23 de enero de 2021 una joven venezolana de 18 años asistió al local de venta de uniformes médicos "Garzón Uniformes" de Irineo Garzón, quien publicaba en redes como Santiago Martínez, en la calle Paso al 600, en el barrio de Once, en Balvanera, Buenos Aires, después de acordar una entrevista con Garzón, quien había publicado en Facebook una oferta laboral de vendedora. Horas antes, su mamá, ante la duda que le generaba el aviso, le pidió que le tomara una foto al lugar donde trabajaría y que se lo enviará. Después de la entrevista, la joven trabajó alrededor de una hora, cuando Garzón le ofreció un vaso de agua. Luego de tomarlo empezó a sentirse mal, comenzaron a temblarle las manos, y le envió un mensaje a su madre y a su hermana, diciendo que tenía miedo. Acto seguido las mujeres llamaron a la policía de la ciudad, la cual al llegar al local encontraron de la joven inconsciente y semidesnuda. La policía encontró a Garzón vistiéndola y poniéndole los pantalones. Garzón fue detenido e imputado por abuso sexual simple por la jueza porteña Karina Zucconi, pero fue liberado a las pocas horas por no tener antecedentes penales y al considerar que no existían razones que permitieran presumir intentara "eludir la acción de la justicia" o "entorpecer la investigación". La decisión fue apelada por las fiscales.
El 28 de enero la jueza a cargo del expediente, Zucconi, procesó a Garzón por abuso sexual agravado con acceso carnal, un delito más grave que el que había sido imputado inicialmente, pero el acusado continuaría el proceso en libertad. La fiscal se había opuesto a excarcelar al imputado anteriormente, por lo que había apelado el fallo de la magistrada por considerar que existe «peligro de fuga» y de «entorpecimiento de la investigación». El abogado de la joven declaró en radio La Red «Los estudios demostraron que existen lesiones compatibles con el acceso carnal, no nos queda duda que eso ocurrió» y que «hay que preguntarle a la jueza los motivos por los que llegó a la decisión de liberarlo».
En su primera indagatoria, Garzón se negó a testificar. Posteriormente fue llamado a declarar en tribunales el 1 de febrero después de la presión pública posterior. En la ampliación de la declaración indagatoria, Garzón negó los cargos en su contra, acusó a la denunciante de mentirosa y alegó que tuvieron relaciones consentidas. Su abogado defensor, Osvaldo Cantoro, afirmó que la víctima "se le ofreció sexualmente", pidiéndole dinero, que "primero le pidió 4.000 pesos" y "después 5.000". La declaración del acusado causó indignación en los familiares y allegados a la víctima, quienes se manifestaron en la puerta del Palacio de Tribuales para pedir justicia. La madre de la víctima le pidió a la jueza Zucconi que detuviera al imputado.
El abogado querellante Pablo Baqué, quien representa a la víctima, anticipó a Télam que acercarían a la fiscalía el testimonio de otras dos posibles víctimas que denunciarán al comerciante por situaciones similares a las relatadas por la venezolana.
El 4 de febrero la Sala I de la Cámara del Crimen, después de la apelación, decidió por mayoría revocar la excarcelación de Garzón, quien fue detenido el mismo día.
En declaraciones al medio El Pitazo y el argentino Clarín, Pablo Baqué, informó que presentarían ante la Fiscalía la declaración de cuatro otras jóvenes que aseguran haber sido acosadas por Garzón.
En febrero de 2023, el Tribunal Oral en lo Criminal y Correccional Nº18 sentenció a Irineo Garzón a once años de cárcel por los hechos.

## Reacciones
Mailén, una chica en el local por una semana, explicó en Canal 13 que al conocer lo ocurrido con la joven venezolana quiso «ayudarla de alguna manera» compartiendo su experiencia personal, expresando que al publicarla en redes sociales muchas otras jóvenes compartieron las suyas, observando que no debió ser la única. Mailén compartió que a mediados del noviembre pasado acordó por teléfono con Garzón para tener una entrevista, preguntándole posteriormente si tenía Facebook, si era soltera y si tenía hijos. Detalló que una vez en el trabajo, «al principio fue todo muy normal», pero que posteriormente el hombre le «comenzó a preguntar cosas muy íntimas», la invitó constatemente para salir con ella fuera del horario laboral y después de repetido rechazos la despidió.
En redes sociales se inició la tendencia "#GarzónViolador" en apoyo a la joven violada.
El Jefe de Gobierno de la Ciudad Autónoma de Buenos Aires, Horacio Rodríguez Larreta, expresó:

Todo mi apoyo a la joven venezolana y a su familia. Hay situaciones que no pueden seguir sucediendo. La liberación del violador nos tiene que preocupar y ocupar a todos. La Policía de la Ciudad ya actuó: ahora, la Justicia debe estar a la altura
Horacio Rodríguez Larreta, Jefe de Gobierno de la Ciudad Autónoma de Buenos Aires

Diego Santilli, vicejefe del gobierno porteño a cargo del Ministerio de Justicia y Seguridad, declaró: «Acompaño en este difícil momento a la joven venezolana que denunció haber sido drogada y abusada».
El 28 de enero cientos de personas, tanto argentinos como venezolanos, marcharon en Buenos Aires para exigir justicia por el caso.
El 29 de enero en la mañana, un grupo de mujeres y hombres, miembros de organizaciones sociales defensoras de derechos de la mujer se presentaron en la embajada de Argentina en Venezuela para entregar un documento en el que solicitaban la detención inmediata de Garzón. Sus representantes fueron recibidos por el embajador Eduardo Porretti, quien se comprometió a enviar la petición a Buenos Aires.
Organizaciones de venezolanos radicados en Argentina convocaron a realizar una vigilia frente a los tribunales a partir del 30 de enero hasta el final de la indagatoria de Garzón Martínez.